# Radio BEMBEM
Radio BEMBEM was een kinderradiostation dat een samenwerking was tussen Q-music en Studio 100. Het radiostation ging van start op 21 december 2005 als online radiostation. Er waren plannen om door te groeien tot een radiostation dat op de digitale ether aangeboden zou worden. Dit gebeurde niet, en op 1 maart 2009 stopte het online radiostation.
Ketnet Radio, dat werd opgericht als reactie op Radio BEMBEM, bestaat nog steeds.